# Safenet
Die SafeNet, Inc. war ein US-amerikanisches Unternehmen für Informationssicherheitslösungen zum Schutz von Daten, sowie von Lizenzierungslösungen für Anwendungen und „Embedded Software“.

## Geschichte
SafeNet wurde 1983 in Timonium, Maryland, unter dem Namen Industrial Resource Engineering (IRE) gegründet. Am Anfang stand der Vertrieb von Sicherheitslösungen zum Schutz öffentlicher und privater Netzwerke von Finanzinstitutionen im Mittelpunkt, dann kam die US-Regierung als Kunde hinzu. In Anlehnung an die eigene VPN-Produktlinie wurde das Unternehmen im Jahr 2001 in SafeNet umbenannt. 2005 beschäftigte SafeNet 1.043 Mitarbeiter weltweit, darunter 469 Ingenieure für den Bereich Verschlüsselung. Das Unternehmen ist im Besitz von Vector Capital, einer Beteiligungsgesellschaft mit Sitz in San Francisco, Kalifornien.
Im August 2014 kündigte Gemalto an, SafeNet für 890 Mio. $ bis Jahresende zu übernehmen.
SafeNet ist nun Teil von Gemalto, dessen Produkte jedoch weiterhin unter dem Namen SafeNet vermarktet werden.
Im April 2019 wurde Gemalto von der Thales Group gekauft und in deren Produktangebot integriert.
Sowohl Safenet als auch Gemalto gehören zu den ersten Unterstützern der FIDO-Allianz, die seit 2013 den Industriestandard Universal Second Factor (U2F) für eine allgemein anwendbare Zwei-Faktor-Authentifizierung entwickelt hat.

## Niederlassungen
Neben dem Hauptsitz in Belcamp, Maryland, unterhält SafeNet Büros in Nord- und Südamerika, Europa, im Mittleren Osten, in Afrika sowie im Asien-Pazifik-Raum. Niederlassungen im deutschsprachigen Raum befinden sich in München und Ennetbaden in der Schweiz.

## Bedeutung für den Markt
SafeNet verkauft seine Sicherheitslösungen in über 100 Ländern und verfügt über zirka 25.000 Kunden und ist zudem Marktführer bei IPsec-Software, Hardware Security Modulen (HSMs), Lizenzierungslösungen und Crypto-IP.
SafeNets jährlicher Umsatz liegt bei etwa 337 Millionen US-Dollar (2013). Von 2002 bis 2007 hatte das Unternehmen seinen Umsatz um 838 Prozent gesteigert.

## Weitere Produkte und Dienstleistungen
- Lizenzmanagement
- Software Monetarisierung
- IP-Protection
- Application & Transaction Security (Hardware Security Module)
- Hochgeschwindigkeits- und Netzwerk-Verschlüsselung
- Datenbankverschlüsselung
- Festplattenverschlüsselung
- Identity & Access Management
- Rechtemanagement

## Akquisitionen
Folgende Firmen wurden von SafeNet übernommen:
- SecureALink (2002) – hochperformante Verschlüsselungschips
- Cylink Corporation (2003) – VPN Sicherheitslösungen
- Rainbow Technologies (2004) – Verschlüsselungs-, Identity-Management- und Lizenzierungslösungen
- Chrysalis (2004) – HSM Server
- Datakey (2004) – Identity-Management-Lösungen
- Media Sentry (2005) – Anti-Piraterie und Business-Management-Services für die Musik- und Filmbranche
- DMDSecure (2005) – Serversoftware für die digitale Rechteverwaltung
- Eracom (2005) – HSMs und Verschlüsselungssoftware für Festplatten
- Ingrian Networks (April 2008) – Datenbankanwendung für die Informationssicherheits-Suite
- Beep Science (Juni 2008) – Digital Rights Management-Software für den Mobilfunkbereich
- Aladdin (März 2009) – Verschlüsselungsfirma, Sicherheit für den Computer